# Väntorel
Väntorel (эст. Väntorel — «шарманка») – эстонская рок-группа, выступавшая в 1970—1971 годах.
Основана Андресом Валконеном и Андресом Талвиком на базе Таллинского политехнического института под названием Keldriline Heli (эст. «подвал, полный шума» — отсылка к одноимённой автобиографии Брайана Эпстайна). Весной 1971 года власти запретили использовать это название, и группа была переименована в Väntorel (эст. «шарманка»).
В репертуар ансамбля входили композиции авторства Андреса Валконена, Андреса Талвика и Вильяра Ряхна, а также кавер-версии композиций зарубежных исполнителей.
Своим сверхсовременным саундом Väntorel в значительной степени были обязаны использованию разработанных и изготовленных Хярмо Хярмом электромузыкальных инструментов, в том числе синтезатора.